# Amasis (Pharao)
Amasis (auch Ahmose II.) war ein ägyptischer Pharao (König), der von 570 v. Chr. bis 526 v. Chr. regierte. Er war der fünfte Herrscher der 26. Dynastie (Spätzeit), der sogenannten Saïten-Dynastie.

## Der Aufstieg zum Pharao
Amasis war ursprünglich Offizier im ägyptischen Heer und stammte aus einfachen Verhältnissen. Sein Geburtsort war Siuph bei Saïs. Bereits als Feldherr nahm er am nubischen Feldzug des Pharaos Psammetich II. im Jahr 592 v. Chr. teil.

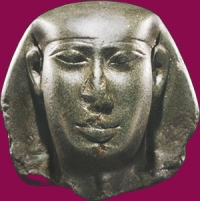
Pharao Amasis

Im Jahr 570 v. Chr. erhielt Amasis von Pharao Apries den Auftrag, eine Revolte einheimischer Soldaten (Machimoi) im Nildelta niederzuschlagen. Diese Revolte wurde durch eine schwere Niederlage der ägyptischen Truppen im Jahr 571 v. Chr. im Kampf gegen den griechischen Stadtstaat Kyrene ausgelöst. Die wenigen Überlebenden des Debakels verdächtigten Apries, als amtierender Pharao diesen Feldzug befohlen zu haben, um die Macht der griechischen Söldner im Land zu stärken. Amasis nutzte die sich bietende Möglichkeit, selbst Pharao zu werden, und schloss sich den Rebellen an, die sich hauptsächlich aus einheimischen Soldaten zusammensetzten.
Der unter seiner Führung entstandene Aufstand führte zum Sturz des Pharaos Apries. Die Rebellen erklärten Amasis zum König. Zwischen den einheimischen Soldaten unter Amasis' Führung und den bei Apries verbliebenen griechischen Söldnern kam es bei Momemphis 569 v. Chr. zur Schlacht. Diesen Kampf konnte Amasis für sich entscheiden.
Amasis musste seine Herrschaft zunächst 568 v. Chr. gegen den babylonischen König Nebukadnezar II. sowie gegen einen weiteren Angriff des gestürzten Pharaos Apries (567 v. Chr.) verteidigen. Diese Herausforderungen konnte er erfolgreich abwehren. 570 v. Chr. gliederte Amasis Zypern in den ägyptischen Herrschaftsbereich ein.

## Politik

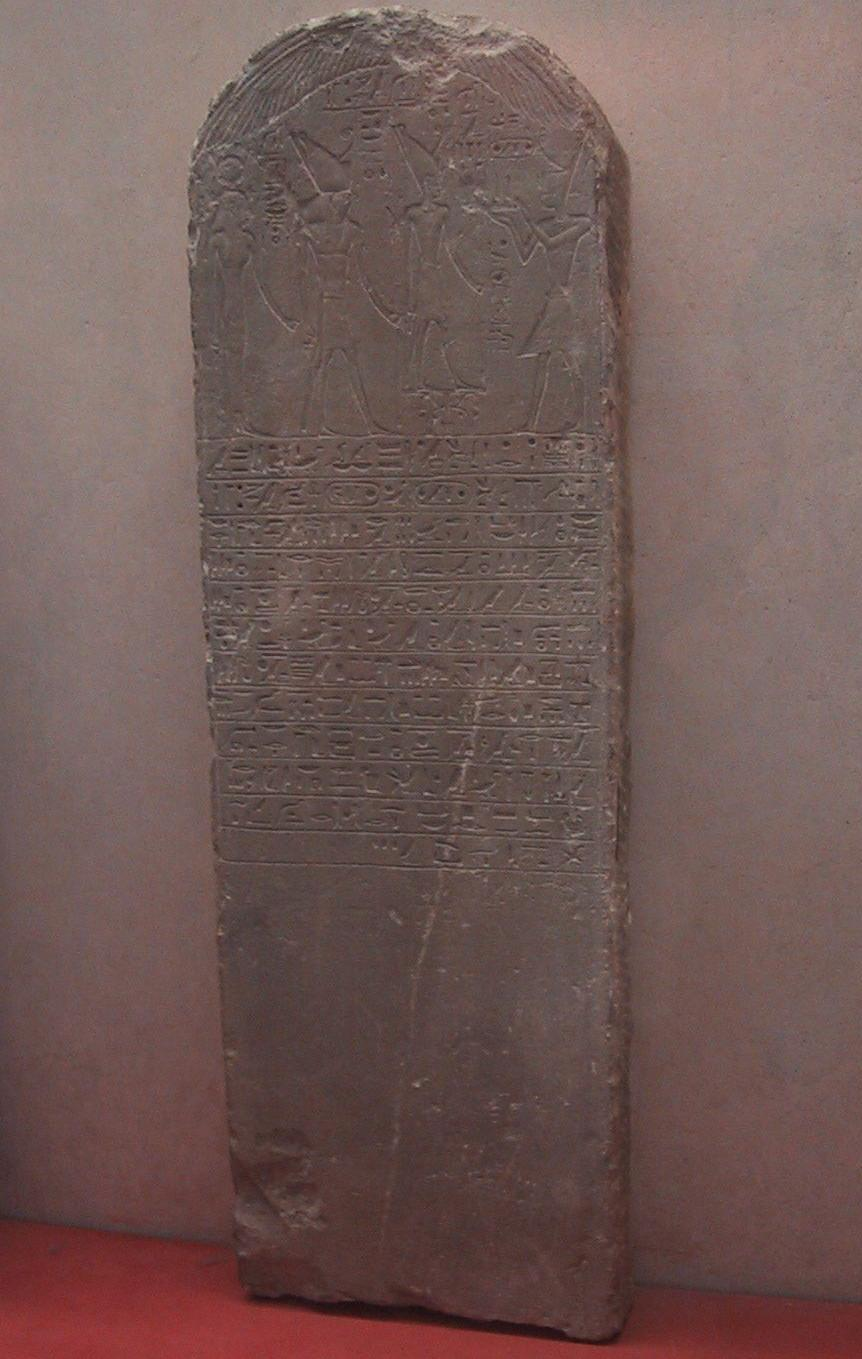
Steinstele über die Regelung einer Übereignung von Land an einen Tempel (570 v. Chr.) Louvre, Paris

Im Gegensatz zu seinem Vorgänger Apries versuchte Amasis nicht, im Osten und Westen neue Gebiete zu erobern. Durch seine zurückhaltende Politik konnte er das Verhältnis zwischen dem neubabylonischen Reich und Ägypten so weit verbessern, dass keine weitere kriegerische Auseinandersetzung zwischen diesen beiden Staaten stattfand.
Unter seiner Herrschaft öffnete sich Ägypten vor allem in Richtung des griechischen Auslands. Damit tat er genau das Gegenteil von dem, was die Rebellen gegen seinen Vorgänger Apries eigentlich bezweckt hatten. Laut Herodot war Amasis deshalb zu Beginn seiner Regierungszeit bei seinen ägyptischen Untertanen nicht beliebt und musste sich durch seine geschickte Politik und den daraus resultierenden wirtschaftlichen Wohlstand erst Respekt verschaffen.
Amasis unterhielt freundschaftliche Beziehungen zu Kyrene und anderen griechischen Stadtstaaten. Diese wurden besonders durch seine Heirat mit Ladike, einer Griechin aus Kyrene, untermauert. Die griechische Kolonie Naukratis, die um das Jahr 630 v. Chr. gegründet worden war, erhielt in seiner Regierungszeit den Status einer Freihandelszone. Hier wurde der gesamte Handel zwischen Griechenland und Ägypten abgewickelt, wodurch der Warenaustausch für die Ägypter kontrollierbar wurde. Weiterhin gestattete Amasis den Griechen die Errichtung von Heiligtümern in ihrer Kolonie. Als der Tempel von Delphi abbrannte, spendete er 1000 Talente Silber für den Wiederaufbau. Diese Privilegien wurden von seinen ägyptischen Untertanen als ausgesprochene Griechenfreundlichkeit interpretiert.
Unter Amasis erreichte Ägypten einen Höhepunkt der wirtschaftlichen Blüte und des Wohlstands. Er stattete die Tempel Unterägyptens mit prächtigen Schreinen und anderen Monumenten aus, die bis heute erhalten sind. Bautätigkeit für die Zeit Amasis' lässt sich unter anderem in den Städten Saïs, Athribis, Buto, Memphis, Mendes, Abydos, die Oase Bahrija und die Insel Philae nachweisen.
Sein Hofstaat ist relativ gut bekannt. Der „Vorsteher der Torwache“ Ahmose-sa-Neith erscheint auf zahlreichen Monumenten, darunter befindet sich sein Sarkophag. Er wird noch auf Monumenten der 30. Dynastie genannt und hatte anscheinend eine besondere Bedeutung in seiner Zeit. Wahibre war „Leiter der südlichen Fremdländer“ und „Vorsteher der Türen der Fremdländer“, er war also oberste Instanz in Sicherung der Grenzen. Unter Amasis begann auch die Karriere des Arztes Udjahorresnet, der dann vor allem unter den Persern von besonderer Bedeutung war. Mehrere „Vorsteher der Flotte“ sind bekannt. Psamtek-Meryneit und Pasherientaihet / Padineith sind die einzigen belegten Wesire.

## Die persische Bedrohung

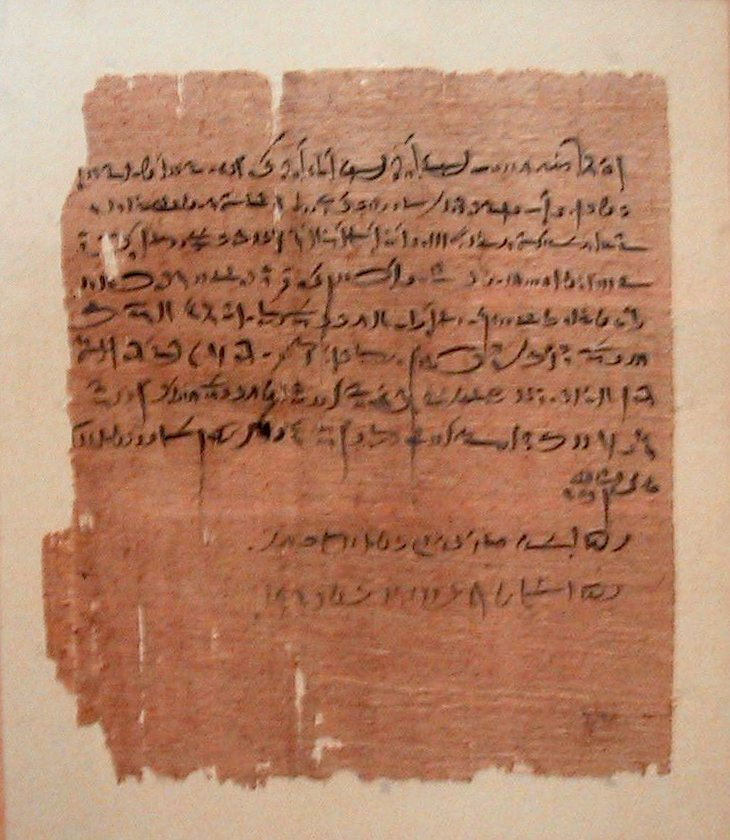
Papyrus-Pachtvertrag (demotisch, 533 v. Chr.) Louvre, Paris

Die letzten Jahre seiner Regentschaft waren durch den Kampf gegen das immer mächtiger werdende Perserreich geprägt. Zunächst wurde 542 v. Chr. mit dem lydischen König Krösus und dem babylonischen König Nabonid ein Bündnis geschlossen. Die Umsetzung der Bündnisse in tatsächliche Hilfeleistungen erfolgte jedoch nicht mehr. 541 v. Chr. wurde Krösus vernichtend geschlagen und 539 v. Chr. wurde das neubabylonische Reich durch die Perser erobert, ohne dass Ägypten seine Verbündeten unterstützen konnte.
Nachdem 538 v. Chr. Polykrates von Samos die Herrschaft angetreten hatte, schloss auch er ein Bündnis mit Amasis. Hintergrund war die ständige Bedrohung von Samos durch die kretische Flotte. In Zusammenhang mit diesem Bündnis wird öfter eine Erzählung Herodots herangezogen, in welcher Amasis, auf Grund des fortwährenden Glücks von Polykrates, eine zu starke Herausforderung der Götter fürchtete und deshalb das Bündnis aufkündigte. Die Realität sah anders aus: Die kretische Flotte rieb sich in Kämpfen gegen Samos auf und stellte keine Gefahr mehr für Polykrates dar. Nach dem Tod des Kyros II. folgte Kambyses II. 530 v. Chr. als Herrscher über Persien. Auch Polykrates erkannte die persische Gefahr und wusste vom Interesse Persiens an Ägypten. Er kündigte deshalb Amasis aus strategischen Erwägungen das Bündnis. Polykrates erhoffte sich durch diesen Plan eine wohlwollende Reaktion Persiens. Später nahm Kambyses den folgenden offenen Bündnisvorschlag dankend an.
Ein in demotischer Schrift verfasster Text erwähnt durch eine Liste der beteiligten Soldaten einen Feldzug in Richtung Nubien im 41. Jahr von Amasis Regierung (529 v. Chr.).

## Tod und Nachfolge
526 v. Chr. starb Amasis. Seine Nachfolge trat sein Sohn Psammetich III. an.

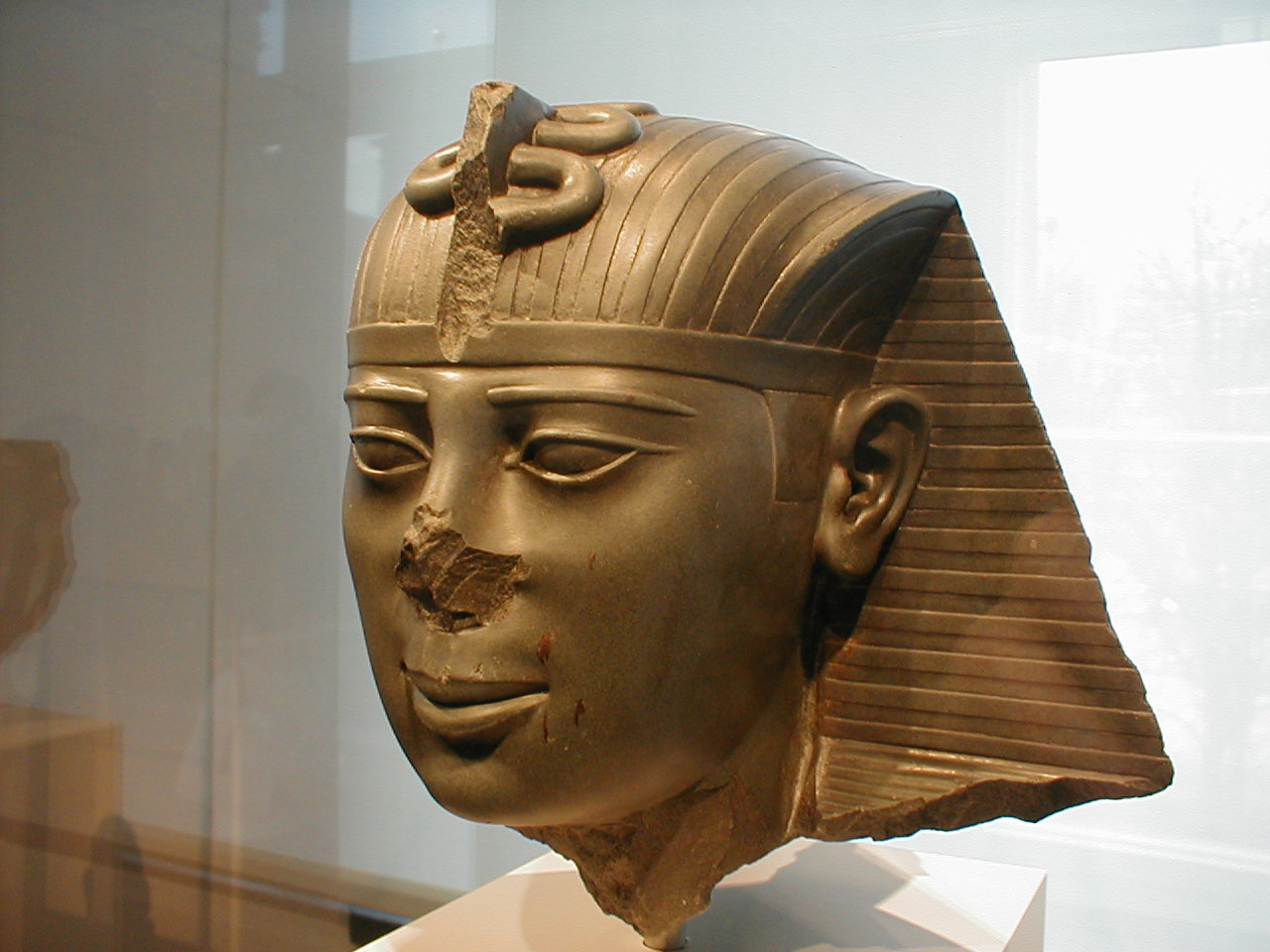
Statuenkopf von Amasis, um 550 v. Chr.

## Beurteilung in der Geschichtsschreibung
Amasis ist die mit Abstand farbigste der Herrscherpersönlichkeiten der 26. Dynastie. Er liebte fröhliche Zechereien und derbe Witze. Er galt bei seinen Zeitgenossen als ein Mann von „außergewöhnlicher Klugheit und in seinem Charakter maßvoll und gerecht“ (Zitat von Diodor I 95, 1). Trotz dieser Eigenschaften und seines politischen Talents gelang es ihm jedoch nicht, Ägypten gegen die Bedrohung durch die Perser zu sichern. Er ist der letzte (einheimische) ägyptische Pharao, der noch als 'groß' (das heißt mächtig) bezeichnet werden kann.

## Liste von Relikten aus der Zeit Amasis
| Fund / Bauwerk                                            | Ort                                                            | Archäologe               |
| --------------------------------------------------------- | -------------------------------------------------------------- | ------------------------ |
| Bau eines neuen Tempels (unspezifiziert)                  | Buto                                                           | Arnold                   |
| Bau eines neuen Isis-Tempels                              | Behbeit el-Hagar                                               | Arnold                   |
| Umgestaltung eines Tempels der Göttin Neith               | Saïs                                                           | Arnold                   |
| Erweiterung eines Tempels                                 | Mendes                                                         | Arnold                   |
| Bau eines neuen Tempels des Gottes Chentechtai            | Atribis                                                        | Arnold                   |
| Bau eines neuen Tempels der Göttin Isis                   | Memphis                                                        | Arnold                   |
| Wiederaufbau des Temples der Götter Jentimeniu und Osiris | Abidos                                                         | Arnold                   |
| Erweiterung des Tempels der Göttin Satet                  | Elefantine                                                     | Kaiser                   |
| Tempel des Gottes Amun                                    | Oase Siwa                                                      | Arnold                   |
| Inschrift auf einem Stein                                 | Elefantine                                                     | Petrie                   |
| Stele von London                                          | ?                                                              | Leahy                    |
| Steinblöcke, Gebäudereste unklarer Bestimmung             | Koptos Karnak Philae Istabl Antar Ain el-Muftella Baharya-Oase | Arnold                   |
| Steinblock                                                | Memphis                                                        | Petrie Mackay Wainwright |
| Blauer Steinkonus                                         | Heliopolis                                                     | Saleh                    |